# MTV Europe Music Award al miglior gruppo
L'MTV Europe Music Award al miglior gruppo (MTV Europe Music Award for Best Group) è uno dei premi principali dell'MTV Europe Music Award, che è stato assegnato dal 1994 al 2009 e, nuovamente, dal 2018.

## Albo d'oro

### Anni 1990
| Anno | Vincitore       | Nominati                                                              |
| ---- | --------------- | --------------------------------------------------------------------- |
| 1994 | Take That       | - Aerosmith - Beastie Boys - Crowded House - Rage Against the Machine |
| 1995 | U2              | - Blur - Bon Jovi - Green Day - R.E.M.                                |
| 1996 | Oasis           | - The Fugees - Garbage - Pulp - The Smashing Pumpkins                 |
| 1997 | Spice Girls     | - Oasis - The Prodigy - Radiohead - U2                                |
| 1998 | Spice Girls     | - All Saints - Backstreet Boys - Beastie Boys - Garbage               |
| 1999 | Backstreet Boys | - The Cardigans - Jamiroquai - The Offspring - TLC                    |

### Anni 2000
| Anno | Vincitore       | Nominati                                                                   |
| ---- | --------------- | -------------------------------------------------------------------------- |
| 2000 | Backstreet Boys | - Blink 182 - Bon Jovi - Red Hot Chili Peppers - Travis                    |
| 2001 | Limp Bizkit     | - Destiny's Child - Gorillaz - R.E.M. - U2                                 |
| 2002 | Linkin Park     | - Coldplay - No Doubt - Red Hot Chili Peppers - U2                         |
| 2003 | Coldplay        | - Evanescence - Metallica - Radiohead - The White Stripes                  |
| 2004 | Outkast         | - Beastie Boys - The Black Eyed Peas - D12 - Maroon 5                      |
| 2005 | Gorillaz        | - The Black Eyed Peas - Coldplay - Green Day - U2                          |
| 2006 | Depeche Mode    | - The Black Eyed Peas - Keane - The Pussycat Dolls - Red Hot Chili Peppers |
| 2007 | Linkin Park     | - Fall Out Boy - Good Charlotte - My Chemical Romance - Tokio Hotel        |
| 2009 | Tokio Hotel     | - The Black Eyed Peas - Green Day - Jonas Brothers - Kings of Leon         |

### Anni 2010
| Anno | Vincitore | Nominati                                                                                     |
| ---- | --------- | -------------------------------------------------------------------------------------------- |
| 2018 | BTS       | - Maroon 5 - 5 Seconds of Summer - PrettyMuch - MIGOS - Chloe x Halle                        |
| 2019 | BTS       | - Blackpink - CNCO - Little Mix - Monsta X - 5 Seconds of Summer - Jonas Brothers - The 1975 |

### Anni 2020
| Anno | Vincitore         | Nominati                                                                             |
| ---- | ----------------- | ------------------------------------------------------------------------------------ |
| 2020 | BTS               | - 5 Seconds of Summer - Blackpink - Chloe x Halle - CNCO - Little Mix                |
| 2021 | BTS               | - Imagine Dragons - Jonas Brothers - Little Mix - Måneskin - Silk Sonic              |
| 2023 | Nessun vincitore. | - Aespa - Flo - Jonas Brothers - Måneskin - NewJeans - OneRepublic - Seventeen - TXT |